# Ottignies-Louvain-la-Neuve
Ottignies-Louvain-la-Neuve (em valão: Ocgniye-Li Noû Lovén) é um município da Bélgica localizado no distrito de Nivelles, província de Brabante Valão, região da Valônia.
Sua principal cidade, Lovaina-a-Nova, é uma cidade universitária bastante agitada durante a semana. Lovaina-a-Nova é uma das cidades mais novas da Bélgica (fundada na década de 1970), projetada para ser uma cidade pedreste tal que toda a região central é percorrida sem a necessidade ou a possibilidade de usar carros.

## Lazer
Na cidade localiza-se o Museu Hergé (criador do personagem de estórias em quadrinhos Tim Tim). A cidade possui um grande cinema, teatros, diversos bares e restaurantes, biblioteca pública e um lago, além d pequenos parques e um shopping center relativamente grande para os padrões Belgas.
Dentre os eventos anuais, destaca-se a competição ciclistica 24h Velo que reune cerca de 40000 pessoas durante 2 dias de competições e shows.

## Educação
Em Lovaina-a-Nova fica o campus principal da Universidade Católica de Lovaina (Université catholique de Louvain).

## Transporte
A cidade possui um estação de trens NMBS, terminal de ônibus metropolitano com acesso a diversas cidades da região e estacionamentos subterrâneos. Existem conexões diretas de ônibus para os aeroportos de Charleroi e Eindhoven.